# Beverly Drive (Metro de Los Ángeles)
Beverly Drive es una estación en la línea D del Metro de Los Ángeles bajo construcción por la Autoridad de Transporte Metropolitano del Condado de Los Ángeles. Se encuentra localizada en los distritos de Beverly Hills en Los Ángeles, California, entre Wilshire Boulevard y Rodeo Drive.
La línea esta bajo construcción de fase 2 de la extensión purpura por Los Ángeles. Esta por completar en 2026. Esta estación sirvira Rodeo Drive.

## Servicios
Metro services
- Metro Rapid: 720